# Abraham Nava
Abraham Nava Valay (Ciudad de México, 23 de enero de 1964) es un exfutbolista mexicano que jugaba en la posición de defensa. Jugó 337 partidos, 28,550 minutos y anotó 16 goles en la Primera División de México.

## Trayectoria
Debutó en la Primera división mexicana el sábado 4 de mayo de 1984 en la jornada 38 con el Club Universidad Nacional dentro de la Temporada 84-85.

Se trata de un defensa de gran clase. Mundialista juvenil mexicano de 1985. Campeón con los Pumas de la UNAM en la temporada '91-'92, participó en las eliminatorias y fue integrante de la selección mexicana en la Copa América.

## Selección nacional

### Participaciones en Copas del Mundo
| Mundial                                | Sede   | Resultado    |
| -------------------------------------- | ------ | ------------ |
| Copa Mundial de Fútbol Juvenil de 1983 | México | Primera fase |

### Participaciones en Copa América
| Copa              | Sede    | Resultado  |
| ----------------- | ------- | ---------- |
| Copa América 1993 | Ecuador | Subcampeón |

### Participaciones en Copa Oro
| Copa                         | Sede           | Resultado |
| ---------------------------- | -------------- | --------- |
| Copa Oro de la Concacaf 1993 | Estados Unidos | Campeón   |

### Participaciones en Eliminatorias mundialistas
| Torneo               | Resultado   |
| -------------------- | ----------- |
| Eliminatorias USA 94 | Clasificado |

### Partidos con la Selección
| # | Fecha                   | Rival          | Sede             | Estadio                       | Resultado                       | Competición             |
| - | ----------------------- | -------------- | ---------------- | ----------------------------- | ------------------------------- | ----------------------- |
| 1 | 12 de marzo de 1991     | Estados Unidos | Los Ángeles      | Los Angeles Memorial Coliseum | México 2 - 2 Estados Unidos     | Copa Norteamericana     |
| 2 | 14 de marzo de 1991     | Canadá         | Los Ángeles      | Los Angeles Memorial Coliseum | México 3 - 0 Canadá             | Copa Norteamericana     |
| 3 | 17 de abril de 1991     | Costa Rica     | La Sabana        | La Sabana                     | México 0 - 0 Costa Rica         | Amistoso                |
| 4 | 7 de mayo de 1991       | Uruguay        | Los Ángeles      | Los Angeles Memorial Coliseum | México 0 - 2 Uruguay            | Amistoso                |
| 5 | 4 de abril de 1993      | El Salvador    | San Salvador     | Estadio Cuscatlán             | México México 1 - 2 El Salvador | Eliminatoria Mundial 94 |
| 6 | 9 de mayo de 1993       | Canadá         | Toronto          | Varsity Stadium               | México 2 - 1 Canadá Canadá      | Eliminatoria Mundial 94 |
| 7 | 11 de julio de 1993     | Martinica      | Ciudad de México | Estadio Azteca                | México México 9 - 0 Martinica   | Copa Oro 1993           |
| 8 | 15 de julio de 1993     | Costa Rica     | Ciudad de México | Estadio Azteca                | México México 1 - 1 Costa Rica  | Copa Oro 1993           |
| 9 | 16 de diciembre de 1993 | Brasil         | Guadalajara      | Estadio Jalisco               | México México 0 - 1 Brasil      | Amistoso                |

## Clubes
| Club                     | País   | Año         | PJ  | Goles |
| ------------------------ | ------ | ----------- | --- | ----- |
| Universidad Nacional     | México | 1984 - 1991 | 131 | 14    |
| Club Necaxa              | México | 1991 - 1994 | 88  | 1     |
| Club de Fútbol Monterrey | México | 1994 - 1996 | 56  | 1     |
| Universidad Nacional     | México | 1997        | 29  | 0     |
| Toros Neza               | México | 1998        | 3   | 0     |

## Palmarés

### Campeonatos nacionales
| Título            | Club                 | País   | Año  |
| ----------------- | -------------------- | ------ | ---- |
| Temporada 1990-91 | Universidad Nacional | México | 1991 |

### Campeonatos internacionales
| Título                  | Club                | País           | Año  |
| ----------------------- | ------------------- | -------------- | ---- |
| Copa Oro de la Concacaf | Selección de México | Estados Unidos | 1993 |